# MTV Grecja
MTV Grecja (Music Television Grecja) – jedna z greckich stacji. Wystartowała 1 września 2008 roku w Grecji oraz na Cyprze. Język używany w stacji to grecki i angielski.   Jej siedziba mieści się w Atenach. Tę stację telewizyjną można oglądać przez telewizję satelitarną (NOVA Cypr i NOVA Grecja).

## Programy
- Zakochaj się w Tili Tequili,
- Jackass,
- Greek,
- Date My Mom
- Hoży doktorzy
- South Park